# Zaranj (distrikt)
Zaranj är ett distrikt i Afghanistan. Det ligger i provinsen Nimruz, i den sydvästra delen av landet, 800 kilometer sydväst om huvudstaden Kabul. Administrativt centrum är provinshuvudstaden Zaranj.
Distriktet beräknades år 2022 ha cirka 68 000 invånare.